# Cerová vrchovina

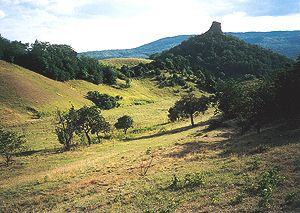
Cerová vrchovina

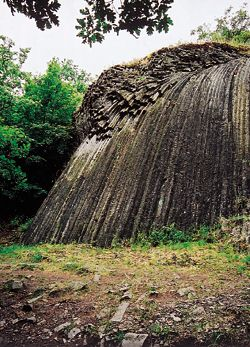
Der Steinwasserfall

Die Cerová vrchovina (wörtlich: „Zerreiche-Bergland“) ist ein Bergland in der Süd-Mitte der Slowakei, im Banskobystrický kraj. Es gehört zum Mátra-Slanec-Gebiet (in Ungarn: Nördliches Ungarisches Mittelgebirge), welches wiederum Teil der Inneren Westkarpaten ist. Die Cerová vrchovina ist vom Westen nach Osten langgezogen und wird vom Norden von der Juhoslovenská kotlina (Südslowakischer Kessel) und vom Süden von der Staatsgrenze Slowakei-Ungarn begrenzt.
Es handelt sich um ein erloschenes Vulkangebirge, dessen Entstehung auf die Zeitalter von Pliozän und Pleistozän datiert wird. Die höchste Erhebung ist der Karanč (Karancs) an der ungarischen Grenze (725 m n.m.). Das Gebirge wird von den Flüssen Ipeľ im Westen und Rimava im Osten entwässert.
An Wäldern kommt am häufigsten der Laubwald vor, welcher von Eichen dominiert wird. Beim Fluss Ipeľ befindet sich auch Auwald.
Auf Grund relativ unberührter Landschaft wurde 1989 ein Teil des Gebirges zum Landschaftsschutzgebiet Cerová vrchovina (slowakisch Chránená krajinná oblasť Cerová vrchovina) erklärt. Es ist fast 168 km² groß und der Sitz der Verwaltung befindet sich in Rimavská Sobota.
Zu den Sehenswürdigkeiten gehören Burgen von Fiľakovo, Hajnáčka und Šomoška (bei Šiatorská Bukovinka). Bei letztgenannter Burg befindet sich der sogenannte Steinwasserfall, eine Formation von fünf- und sechseckigen Basaltsäulen (siehe Bild). Außerdem kann man im Gebirge Vulkankegel, Vulkanschlote sowie Felsenmeere finden.